# Бархан

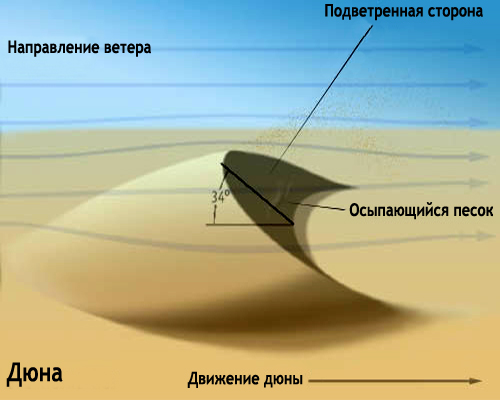
Схема дюни.

Барха́ни (каз. барқан, від тюрк. бар — «рухатися»), материко́ві дю́ни — еолові форми рельєфу, нанесені вітром піщані, інколи пилуваті чи глинисті рухливі горби серпоподібної форми, звернені опуклістю проти вітру і не закріплені рослинністю.

## Основні параметри
Висота барханів 1-10 м, рідко до 30 м і більше, висота високих барханних ланцюгів у Середній Азії становить 60-70 м, в Центральній Азії до 100—150 м, довжина до 20 км. Схили асиметричні: навітряний — похилий (кут нахилу 5°-12°), підвітряний — крутий (кут нахилу 30°-33°). Утворюється біля будь-якої перешкоди —куща, горбка тощо. Поодинокі бархани зустрічаються лише на твердому ґрунті при недостатній кількості піску. В піщаних пустелях, де сезонні вітри дмуть у протилежних напрямках, здебільшого утворюються пасма барханів. Швидкість руху барханів (від десятків сантиметрів до сотень метрів на рік) залежить від їхніх розмірів, сили й режиму вітру. Рухаючись, бархани часто завдають шкоди освоєним землям. Для боротьби з барханами їх засаджують деревною рослинністю. Деякі піщані форми рельєфу в Україні, в межах Полісся, деякі спеціалісти відносять до барханів.